# Elecciones primarias de la Plataforma Unitaria de 2023
Las elecciones primarias de la Plataforma Unitaria Democrática de 2023 se realizaron el domingo 22 de octubre del 2023, para escoger al candidato de la coalición en las elecciones presidenciales de 2024 a la Presidencia de Venezuela. El primer anuncio oficial de las primarias fue hecho el 16 de mayo de 2022 por la coalición opositora, fijándose el 2023 como el año de realización de dichos comicios. Se realizaron tanto en Venezuela como en 29 países y 77 ciudades del extranjero.
Las primarias son organizadas por la Comisión Nacional de Primaria, sin asistencia del Consejo Nacional Electoral y con el uso de voto manual. La vencedora del proceso fue la precandidata María Corina Machado, de Vente Venezuela, con más del 90 % de votos.

## Convocatoria
Según Voz de América, el 12 de mayo de 2022 se estaban llevando a cabo negociaciones a través de sesiones de trabajo entre las principales fuerzas opositoras de cara a las elecciones presidenciales y eventual primarias, las cuales se estaban realizando en Panamá. Luego de dichas conversaciones, el 16 de mayo de 2022 en un comunicado emitido a través del Centro de Comunicación Nacional del líder opositor Juan Guaidó, la Plataforma Unitaria anunció que realizará elecciones primarias en 2023 para escoger al candidato que competirá en las elecciones presidenciales de 2024. De igual manera la coalición anunció su «refundación», creando capítulos municipales, regionales e internacionales de la misma.
La coalición, integrada por los 4 partidos más importantes de la oposición, el «G4» –Primero Justicia, Un Nuevo Tiempo, Acción Democrática y Voluntad Popular–, y por 30 organizaciones y movimientos políticos, seleccionó además al expresidente del parlamento Omar Barboza como secretario ejecutivo de la organización, quien será el encargado de coordinar el proceso de primarias y «coadyuvar al desarrollo armónico del debate y fortalecimiento de la unidad». El País se refirió a Barboza como «un operador de línea moderada conocido por su capacidad para la negociación y la articulación interna». David Uzcátegui, líder de Fuerza Vecinal, partido que no es miembro de la organización, criticó la convocatoria y afirmó «la Plataforma Unitaria ha subestimado a las fuerzas alternativas», mientras que Vente Venezuela, liderado por María Corina Machado, comunicó una serie de condiciones para el partido participar en la consulta opositora, pidiendo que se hagan antes de 2023.
A pesar de que se realizarán en 2023, no se había fijado una fecha, ni tampoco se ha publicado un reglamento de primarias. También ha surgido el debate dentro de la oposición sobre si las primarias deben ser llevadas a cabo mediante el Consejo Nacional Electoral, o a través de los medios que pueda disponer la misma coalición.
El 28 de junio de 2022 el secretario ejecutivo de la organización Omar Barboza confirmó que las primarias serían en 2023, y que las mismas estarían dirigidas por una Comisión Nacional Electoral integrada por «personas honorables que transmiten credibilidad», comisión que se constituirá por consenso dentro de la organización. Sobre la fecha específica, Barboza comentó únicamente que se definiría «antes de finalizar este año». Barboza especificó que para que un partido, organización política o candidato participe en las primarias, no debe necesariamente formar parte de la Plataforma Unitaria.

## Organización

### Reglamento de primarias
El 19 de octubre de 2022, la Plataforma Unitaria publicó el denominado reglamento nacional de primarias, el cual establece los lineamientos técnicos a través de las cuales se llevará a cabo el proceso opositor interno. El reglamento, integrado por 55 artículos, norma los principios, la organización y el procedimiento técnico que se ejecutará de parte de la Comisión Nacional de Primaria, para realizar las mismas. Dicho documento promoverá la forma en la que los venezolanos en el extranjero puedan votar; los requisitos para presentar una precandidatura presidencial y el procedimiento para dar paso a la conformación las juntas electorales y las mesas de votación.
El reglamento expresa que sólo se escogerá al abanderado presidencial de la coalición en las primarias. Será mediante votación universal, directa y secreta, y participarán los venezolanos inscritos ante el registro electoral. Como requisito para postularse como precandidato, además de los establecidos por el artículo 227 de Constitución de Venezuela, el reglamento establece que los candidatos deben haber «demostrado un compromiso inequívoco con la lucha por la libertad, el rescate de la democracia, el respeto de los derechos humanos, la libertad de los presos políticos y el regreso de los exiliados y suscribir una declaración de principios democráticos que le presentará la CP Comisión Nacional de Primaria».
Se ordena además que los precandidatos deben suscribir un programa «mínimo de gobierno», desarrollado en conjunto con demás sectores políticos, sociales y económicos del país, así como respetar el resultado electoral.

### Comisión Nacional de Primaria (CP)
El 9 de noviembre de 2022, la Plataforma Unitaria Democrática publicó el listado de los miembros de la Comisión Nacional de Primaria, consensuados por miembros de las fuerzas políticas de la coalición.
| Miembro                        | Perfil                                                                           | Estatus   | situación         |
| ------------------------------ | -------------------------------------------------------------------------------- | --------- | ----------------- |
| Jesús María Casal (Presidente) | Abogado constitucionalista                                                       | Principal | marzo 2024        |
| Rafael Arráiz Lucca            | Historiador                                                                      | Suplente  | renuncia jun 2023 |
| María Carolina Uzcátegui       | Ex presidenta de Consecomercio                                                   | Principal | renuncia jul 2023 |
| Mildred Camero                 | Ex presidenta de la Comisión Nacional Contra el Uso Ilícito de las Drogas        | Suplente  |                   |
| Corina Yoris                   | Profesora Universitaria                                                          | Principal |                   |
| Guillermo Tell Aveledo         | Politólogo                                                                       | Suplente  |                   |
| Carmen Martínez de Grijalba    | Embajadora retirada                                                              | Principal |                   |
| Víctor Márquez                 | Presidente de la Asociación de Profesores de la Universidad Central de Venezuela | Suplente  |                   |
| Ismael Pérez Vigil             | Politólogo                                                                       | Principal |                   |
| Roberto Abdul                  | Presidente de Súmate                                                             | Suplente  | detenido 14 días  |

#### Retiros de miembros de la Comisión
El 16 de junio de 2023 renuncia el suplente de la Comisión Rafael Arráiz Lucca, aduciendo que era imposible efectuar dichos comicios sin el CNE al haber renunciado dos rectores principales y seis suplentes el día 14 de junio. Sin embargo, la Comisión anuncia que las primarias se desarrollarán de manera autogestionada.
El 27 de julio renuncia la vicepresidenta de la Comisión (CNP) María Carolina Uzcátegui por supesta falta de condiciones y es que existe un miedo a la persecución ante una amenaza de suspensión luego que Luis Ratti anunciara, el pasado 10 de julio, que el Tribunal Supremo de Justicia (TSJ) controlado por el chavismo asignó un magistrado para estudiar la posibilidad de disolver la CNP. Asume a la vicepresidenta, la abogado Mildred Camero.

### Cronograma
El 13 de diciembre de 2022, Jesús María Casal, presidente de la Comisión Nacional de Primaria, afirmó que se había establecido el 25 de junio de 2023 como fecha tentativa, no oficial, como el día de la elección primaria, y dijo que desde la CP se estaba trabajando para lograr ello. No obstante, el 15 de febrero de 2023 la Comisión Nacional de Primaria realizó un evento donde hizo público el cronograma electoral, en el cual se fijó el 22 de octubre como fecha oficial de la elección. El 21 de abril del 2023, la Comisión Nacional de Primaria, a través de un comunicado, anuncia el aplazamiento del proceso de la Publicación de reglamentos e instructivos del 24 de abril del 2023 al 7 de mayo del 2023, «La Comisión Nacional de Primaria (CNP) no ha culminado las consultas sobre algunos de los reglamentos referidos a la elección primaria», expresa el comunicado. El 8 de mayo la Plataforma Unitaria publica el reglamento para las elecciones primarias de la oposición.
| N.º | Actividades                                            | Fechas                                        | Fechas                                        | Estatus   |
| N.º | Actividades                                            | Inicio                                        | Final                                         | Estatus   |
| --- | ------------------------------------------------------ | --------------------------------------------- | --------------------------------------------- | --------- |
| 1   | Designación y juramentación de juntas regionales       | 28 de febrero de 2023                         | 19 de marzo de 2023                           | Realizado |
| 2   | Invitación a observadores nacionales e internacionales | 27 de marzo de 2023                           | 21 de abril de 2023                           | Realizado |
| 3   | Publicación de reglamentos e instructivos              | 7 de mayo de 2023                             | 7 de mayo de 2023                             | Realizado |
| 4   | Registro preliminar de precandidatos                   | 8 de mayo de 2023                             | 23 de mayo de 2023                            | Realizado |
| 5   | Postulación de candidatos                              | 5 de junio de 2023                            | 24 de junio de 2023                           | Realizado |
| 6   | Debate de candidatos                                   | 12 de julio de 2023                           | 12 de julio de 2023                           | Realizado |
| 7   | Publicación del Registro Electoral final               | 24 de julio de 2023                           | 24 de julio de 2023                           | Realizado |
| 8   | Campaña electoral                                      | 22 de agosto de 2023                          | 20 de octubre de 2023                         | Realizado |
| 9   | Día de la elección                                     | 22 de octubre de 2023 / 8:00 a.m. - 4:00 p.m. | 22 de octubre de 2023 / 8:00 a.m. - 4:00 p.m. | Realizado |

### Comisión Técnica Conjunta
El 8 de marzo se instaló la Comisión Técnica Conjunta entre la Comisión Nacional de las primarias y el Consejo Nacional Electoral. Está conformada por los también integrantes de la Comisión Nacional de Primaria: Jesús María Casal, Ismael Pérez Vigil y Roberto Abdul. Mientras que los técnicos electorales son: Francisco Castro y Miguel Cañas. Esta comisión fue coordinada en las reuniones de la Plataforma Unitaria en noviembre de 2022, presentará dos propuestas a los ciudadanos y a los organismos competentes: 1) «Un plan para la incorporación de los procesos electorales de los venezolanos que están en el exterior» y 2) «La posibilidad de un registro, cuyo alcance y características no se han definido, para la participación de venezolanos que están en el exterior en la primaria».

### Participación y abandono del Consejo Nacional Electoral
El 18 de abril el Consejo Nacional Electoral aclaró que el uso de las captahuellas en las elecciones primarias organizada por la oposición es necesario en el proceso, mientras que precandidatos como María Corina Machado, Andrés Velásquez y César Pérez Vivas han presionado por mantener al órgano electoral al margen del proceso de elección, alegando la parcialidad del organismo. El CNE indicó en la Comisión Técnica Conjunta que era imposible cumplir con los requerimientos de las primarias, si las mismas no se hacían con los procedimientos habituales, es decir, captahuellas, votación automatizada y Plan República.
La ONG Súmate denunció el 11 de mayo que el Consejo Nacional Electoral tiene varios meses sin publicar el estatus de los movimientos que incrementan y disminuyen el registro de votantes nacional, cuyo último corte fue actualizado al 30 de septiembre de 2022. Uno de los problemas que presenta el Registro Electoral sucede con el voto de venezolanos en el exterior, en el registro electoral permanente (REP) solo están registrados 107 mil personas en el exterior; cuando se calculan que de los 7,1 millones de venezolanos que migraron en los últimos años, de los cuales 4,8 millones son mayores de 18 años informó la ONG Súmate también detalló que durante el corte nacional del registro en septiembre de 2022 fue de 21 094 629 electores y menor al corte de julio de 2021 en una disminución de 173 mil 184 personas. El 30 de mayo intentan sabotear las elecciones internas de la oposición por medio de grupo disidente del chavismo "Partido Acción Nacional Venezuela" PAN al introducir un "amparo constitucional" en el  Tribunal Supremo de Justicia (TSJ). El presidente de la Comisión Nacional de Primaria (CP), Jesús María Casal, afirmó que Luis Ratti puede acercarse a recoger sus requisitos para postularse. Señaló que como Comisión se han esforzado por hacer un proyecto «abierto e incluyente»
El 13 de junio el politólogo Ismael Pérez Vigil, integrante de la Comisión Nacional de Primaria (CNP) volvió a denunciar que «no existe voluntad política» de parte del CNE para que actualice el Registro Electoral oficial que hasta ahora solo reconoce a  poco más de 107 mil de los más de 5 millones de venezolanos en el exterior que se estiman tienen derecho al voto.
Pronto a iniciar el plazo de inscripción de candidatos, el 15 de junio de 2023 renunciaron de sus cargos los ocho rectores oficialistas, entre principales y suplentes, del Consejo Nacional Electoral, como parte de una estrategia de suspender o extender las primarias, inmediátamente la Asamblea Nacional elige el Comité de Postulaciones Electorales para elegir rectores del CNE, integrada por los diputados Giuseppe Alessandrello (PSUV/La Guaira), Desirée Santos Amaral (PSUV/Dtto.Capital), José Gregorio Correa (AD/Nacional) y Cilia Flores (PSUV/Dtto. Capital), siendo elegidos los diputados Nosliw Rodríguez (PSUV/Cojedes), Didalco Bolívar (PSUV/Nacional), José Villarroel (PSUV/Nacional), Luis Augusto Romero (PSUV/ Nacional), Miguel Salazar Rodríguez (Copei/ /Nacional), Ricardo Sánchez (PSUV/Miranda) y Gloria Castillo (PSUV/Monagas). dando así el inicio al proceso de selección y designación de nuevos rectores. De esta manera son obligados a renunciar los rectores y suplentes opositores. el 19 de junio renuncia Roberto Picón, y al día siguiente Enrique Márquez.
El 23 de junio la ONG Human Rights Watch (HRW) ha puesto en alerta del riesgo que supone para la celebración de unas elecciones presidenciales previstas para 2024 sean libres y justas después de querer reemplazar la Asamblea Nacional a los quince miembros principales del CNE luego de la renuncia de ocho de sus miembros. Ante eso, Jesús María Casal, presidente de la Comisión de Primarias, anunció que por la falta de respuesta a las diversas cartas enviadas al CNE para coordinar la asistencia técnica, y además la renuncia de sus rectores, la elección primaria se realizará de forma autogestionada, con voto manual, y sin usar planteles educativos de centros de votación.
Tres meses después el 28 de septiembre hizo presencia el nuevo CNE presidido por Elvis Amoroso quien oficializa su oferta de asistencia técnica a las primarias opositoras con el uso de las máquinas de votación y el uso de centros electorales, con el condicionante que la fecha de los comicios sea postergada para el 19 de noviembre. Sin embargo el día 29 de septiembre respondió el presidente de la Comisión Nacional de Primaria (CNP), Jesús María Casal, afirmó que el cronograma pautado para celebrar el proceso y la fecha del 22 de octubre se mantiene. Casal dijo que fue planteada la posibilidad al CNE de facilitarles el acceso a algunos centros de los que ya tienen, unos 3.000, Además, se solicitaron salvoconductos para transportar el material electoral y ayuda al Ministerio de Comunicación e Información para la llegada al país de reporteros internacionales. Insistió en que si hay voluntad de apoyar el proceso de la primaria por parte del CNE, el organismo debería tomar en cuenta lo que se le pide desde la Comisión Nacional de Primaria; esto respecto a los inhabilitados al proceso porque, de acuerdo a su reglamento, no hay problema en que participen. Agregó que la asistencia técnica no se puede ver igual que en junio porque ya está adelantado el proceso. Luego de una serie de reuniones y consultas, el 2 de octubre la Comisión Nacional de Primarias decide mantener la fecha del 22 de octubre para los comicios opositores, rechazando así el ofrecimiento del uso de las máquinas de votación e insistiendo en su petición de garantías de seguridad para ese día.
el CNE respondió al Consejo (CNP) alegando que tenía la competencia exclusiva para organizar elecciones en Venezuela.

### Ciudades en el exterior
Se ha escogido 85 ciudades en 32 países para los residentes en el extranjero. Estados Unidos, con 15 ciudades, es el país con más localidades, Colombia, con 10 ciudades, le sigue en el listado de sitios donde se habilitarán centros. También destacan España, con 8; Brasil, con 5; Filipinas, Italia y Chile, con 4; México, Portugal, Perú y Canadá, con 3 cada una; Ecuador, con 2. Las primarias en Córdoba y Buenos Aires, Argentina, fueron suspendidas por orden de la Cámara Electoral al coincidir con la primera vuelta presidencial de dicho país, mientras que en Tel Aviv, Israel, fueron suspendidas por la CNP por razones de seguridad ante el conflicto armado en curso.
- Alemania, Berlín
- Aruba, Oranjestad
- Australia, Sídney
- Bélgica, Bruselas
- Bolivia, La Paz
- Brasil, Boa Vista
- Brasil, Manaos
- Brasil, São Paulo
- Brasil, Pacaraima
- Brasil, Curitiba
- Canadá, Montreal
- Canadá, Toronto
- Canadá, Calgary
- Chile, Santiago
- Chile, Valparaíso
- Chile, Iquique
- Chile, Concepción
- Colombia, Barranquilla
- Colombia, Bogotá
- Colombia, Bucaramanga
- Colombia, Cartagena
- Colombia, Cúcuta
- Colombia, Medellín
- Colombia, Cali
- Colombia, Ipiales
- Colombia, Riohacha
- Colombia, Santa Marta
- Costa Rica, San José
- Curazao, Willemstad
- Ecuador, Guayaquil
- Ecuador, Quito
- España, Barcelona
- España, Bilbao
- España, Madrid
- España, Tenerife
- España, Vigo
- España, Valencia
- España, Málaga
- España, Las Palmas de Gran Canaria
- Filipinas, Manila
- Filipinas, Pasay
- Filipinas, Macati
- Filipinas, Parañaque
- Francia, París
- Guatemala, Ciudad de Guatemala
- Irlanda, Dublín
- Italia, Milán
- Italia, Nápoles
- Italia, Roma
- Italia, Palermo
- México, Ciudad de México
- México, Monterrey
- México, Guadalajara
- Noruega, Oslo
- Panamá, Panamá
- Paraguay, Asunción
- Perú, Lima
- Perú, Arequipa
- Perú, Trujillo
- Portugal, Funchal
- Portugal, Lisboa
- Portugal, Oporto
- Reino Unido, Londres
- República Dominicana, Santo Domingo
- Suiza, Berna
- Trinidad y Tobago, Puerto España
- Uruguay, Montevideo
- Estados Unidos, Atlanta
- Estados Unidos, Boston
- Estados Unidos, Chicago
- Estados Unidos, Houston
- Estados Unidos, Dallas
- Estados Unidos, Miami
- Estados Unidos, Orlando
- Estados Unidos, Tampa
- Estados Unidos, Nueva York
- Estados Unidos, Puerto Rico
- Estados Unidos, San Francisco
- Estados Unidos, Los Ángeles
- Estados Unidos, Salt Lake City
- Estados Unidos, Seattle
- Estados Unidos, Washington D. C.

### Conformación y estructura de los centros electorales

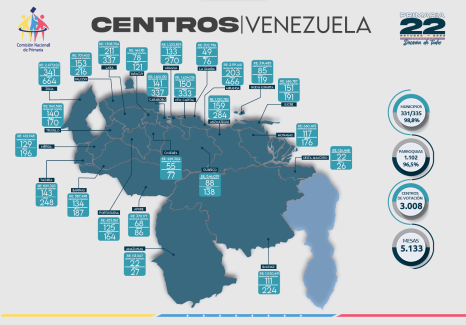
Centros electorales de las elecciones primarias

Fueron dispuestos 3008 centros de votación en el país, en 331 municipios, y 5134 mesas en lugares céntricos. Adicionalmente 397 168 venezolanos residentes en el extranjero podrán votar en 80 ciudades de 30 países. Cada mesa está conformada por cinco miembros principales y adicionalmente participan los testigos en representación de cada candidato. Se estiman que 20 millones 338 mil personas puedan ejercer su derecho al voto en las primarias en las más de 5000 mesas de votación. Roberto Abdul-Hadi, miembro de la Comisión Nacional de Primaria, recordó que este es un proceso organizado por la sociedad civil y superando «los obstáculos que nos han puesto desde el Estado. No es un secreto el gran esfuerzo que se hizo en negociar la participación del Consejo Nacional Electoral y finalmente no se logró contar con ese apoyo; sin embargo, no ha sido un obstáculo para que decidamos y continuemos este proceso». Posteriormente el CNE reportó que para el 22 de octubre la cantidad de electores habilitados es de 20.694.124 electores según el corte para el próximo referéndum de diciembre.

### Debate de candidatos
El 12 de julio se produce el debate con la presencia de ocho de los catorce precandidatos a las primarias opositoras en el Aula Magna de la Universidad Católica Andrés Bello durante más de cuatro horas trasmitido solo por internet vía YouTube. Entre los que se presentaron estaban: María Corina Machado, Tamara Adrián, Delsa Solórzano, Freddy Superlano, César Pérez Vivas, Andrés Caleca, Andrés Velásquez y Carlos Prosperi, estuvieron ausentes, porque se negaron a participar, Henrique Capriles, César Almeida, Luis Farías, José Rafael Hernández, Gloria Pinho y Roberto Enríquez.

### Ataque a las Primarias y Acuerdo de Barbados
Luego de los problemas presentados por el CNE en septiembre, el cierre de emisoras de radios durante la campaña electoral de los candidatos y la propaganda del gobierno que no habría primarias, la falta de apoyo de los canales de televisión nacional, dado los conflictos existentes a la crisis presidencial y la falta de legalidad de la presidencia de Maduro, el 17 de octubre de 2023, el gobierno de Maduro y la Plataforma Unitaria firman en Bridgetown (Barbados) dos acuerdos provisionales sobre «la promoción de derechos políticos y garantías electorales para todos» y «la protección de los intereses vitales de la Nación». Esequibo, Citgo y bienes en el exterior con la participación del CNE, garantias electorales gurante las elecciones presidenciales, y la continuación del proceso del diálogo.
Las delegaciones, representadas respectivamente por Jorge Rodríguez y Gerardo Blyde, facilitador Dag Nylander (Noruega) y acompañadas por representantes diplomáticos de Noruega, Barbados, Rusia, Países Bajos, Colombia, México y Estados Unidos, pactaron puntos como el respeto al derecho de cada actor político de seleccionar a su candidato a las elecciones presidenciales, la concreción de garantías electorales, y la realización de los comicios presidenciales en el segundo semestre de 2024 para dar legalidad al nuevo gobierno. Jorge Rodríguez Gómez expresa en Barbados durante una rueda de prensa de los acuerdos del diálogo y trasmitida por Venezolana de Televisión que las primarias es algo minúsculo con poca trasendencia que es algo interno de cada organización política, que es una decisión autóctona por decir autónoma posteriormente trató de minucia, dándole una menor importancia, sin sospechar la abultada afluencia que pasaría el 23 de octubre. Este hecho fue recodado por Carlos Vecchio a través de su cuenta Twitter el día 26 de octubre.
Gracias a este acuerdo las elecciones de las primarias se realizaron con relativa tranquilidad lo que permitió una abrumadora presencia de electores.

## Irregularidades
El 12 de octubre de 2023, el partido Fuerza Vecinal que no presentó candidato a las primarias solicitó la suspensión de las elecciones, sosteniendo que «Las condiciones no estaban dadas». El 15 de noviembre el partido Fuerza Vecinal se fractura en dos, por “diferencias profundas tanto de forma como de fondo, que impiden seguir perteneciendo a la organización”, unos al apoyar la primaria del 22 de octubre y otros que se oponen.

### Amparo constitucional ante el TSJ
El 30 de mayo de 2023, Luis Ratti, político y dirigente del Partido Acción Nacional, que ha causado controversias por copiar nombre y símbolos del partido mexicano homónimo y que además no está registrado ante el CNE, interpuso ante el Tribunal Supremo de Justicia un recurso de amparo constitucional en contra de la Comisión Nacional de Primaria, por considerar el proceso opositor como excluyente. Algunos factores de la oposición vincularon a Ratti con el gobierno de Maduro.
El 25 de octubre luego de las primarias y sin ser partícipe de esas elecciones, este siniestro personaje pidió públicamente una orden de aprehensión contra Jesús María Casal y todos los integrantes de CNP. Luis Ratti explicó que esa organización está “alineada al plan golpista y violento de María Corina Machado”. Propuso que se les prohíba la salida del país a todos los integrantes de la instancia opositora.

### Agresiones hacia precandidatos
El 15 de junio en Tinaquillo, un grupo oficialista intentó agredir a María Corina Machado, precandidata por Vente Venezuela a las elecciones primarias.
En junio de 2023, Un grupo de mujeres identificadas con el partido oficialista insultaron y agredieron físicamente al precandidato Henrique Capriles durante una caminata en Santa Inés de la parroquia Rafael Urdaneta, en el estado Carabobo en un intento impedir su recorrido por dicha comunidad. En Tinaquillo, estado Cojedes, un grupo de también mujeres chavistas intentó agredir a la precandidata por Vente Venezuela a las elecciones primarias María Corina Machado, pero las atacantes no lograron agredirla debido al impedimento de simpatizantes y escoltas. Machado responsabilizó a Diosdado Cabello por el ataque.
El 14 de julio un grupo de militantes del oficialismo venezolano intentó con violencia impedir la llegada de la precandidata opositora María Corina Machado a Vargas, un estado históricamente chavista. Sin embargo, ocurrió algo inédito: policías abrieron paso a la líder de Vente Venezuela para que asista a un acto de campaña.Al respecto, la precandidata a la Presidencia expresó ayer: “Lo que acabamos de vivir aquí en Catia la Mar es la demostración de lo que está pasando en toda Venezuela. El régimen, que se sabe minoría, recurre a la violencia.
El día 15 de julio un grupo de militantes del oficialismo venezolano atacó este sábado a María Corina Machado mientras hacía un recorrido por Petare, en Caracas. La política opositora y precandidata presidencial fue agredida por seguidores de la dictadura de Nicolás Maduro.  El 20 de julio un tercer atentado continuado a la campaña de María Corina Machado ocurrió en su visita a Valle de la Pascua. Al siguiente día en San Juan de los Morros, la Guardia Nacional impedía el libre tránsito del transporte por causa de una alcabala que colocaron. donde tuvo que trasladarse en moto con el apoyo de pobladores del lugar.
El 27 de julio, el partido Voluntad Popular denunció que a Freddy Superlano, el precandidato del partido, se le retiró su pasaporte por autoridades venezolanas en el Puente Internacional Atanasio Girardot, en la frontera con Colombia.
El 12 de agosto, la precandidata Delsa Solórzano denunció amenazas de muerte que involucraban a la guerrilla colombiana del Ejército de Liberación Nacional (ELN), incluyendo mensajes que le llegaron a través de redes sociales como «las fuerzas colectivas del ELN van a asesinarte». El Ministerio Público anunció que investigaría dichas amenazas.
El 14 de agosto, la Plataforma Unitaria emitió un comunicado en el que rechazaban las declaraciones de autoridades gubernamentales de vincular las primarias opositoras con la violencia política.
El 15 de agosto, simpatizantes del chavismo agredieron a seguidores de Henrique Capriles en una actividad en el estado Apure. De acuerdo con su partido, Primero Justicia, consistió en la séptima agresión al precandidato o a sus seguidores desde el 29 de mayo. 39 activistas del partido Primero Justicia (PJ) resultaron heridos por las agresiones de los simpatizantes del Partido Socialista Unido de Venezuela (PSUV) durante su visita a Apure, registrados en San Fernando, Elorza y Biracua; golpearon a las personas que estaban allí, destruyeron el (equipo de) sonido, las sillas, quemaron una bandera de Primero Justicia, echaron pintura y agredieron mujeres», dijo.
El 28 de agosto el famoso Restaurante "El Remo" de la isla de Margarita fue sancionado por el Servicio Nacional Integrado de Administración Aduanera y Tributaria (SENIAT), dirigido por José David Cabello, hermano de Diosdado Cabello.
El 14 de septiembre más de 20 colectivos armados trancaron la vía en Portuguesa para que María Corina Machado no pasara, cerraron la autopista José Antonio Páez y la carretera vieja de Guanare.
El 15 de septiembre, la Guardia Nacional Bolivariana trató de impedir el paso a equipo de campaña de Delsa Solórzano en El Tigre en una alcabala en el estado Anzoátegui, supuestamente porque no podían circular por las calles. el 16 de septiembre chavistas intentan impedir llegar a Guanare a María Corina Machado
El 22 de septiembre María Corina Machado en el estado Monagas, denunció los hostigamientos y la persecución del régimen de Nicolás Maduro. Machado también hizo mención a la presentación del último informe de la Misión Internacional Independiente de Determinación de los Hechos de la ONU sobre el país, que abarca el período entre enero de 2020 y agosto de 2023.

### Inhabilitación de María Corina Machado

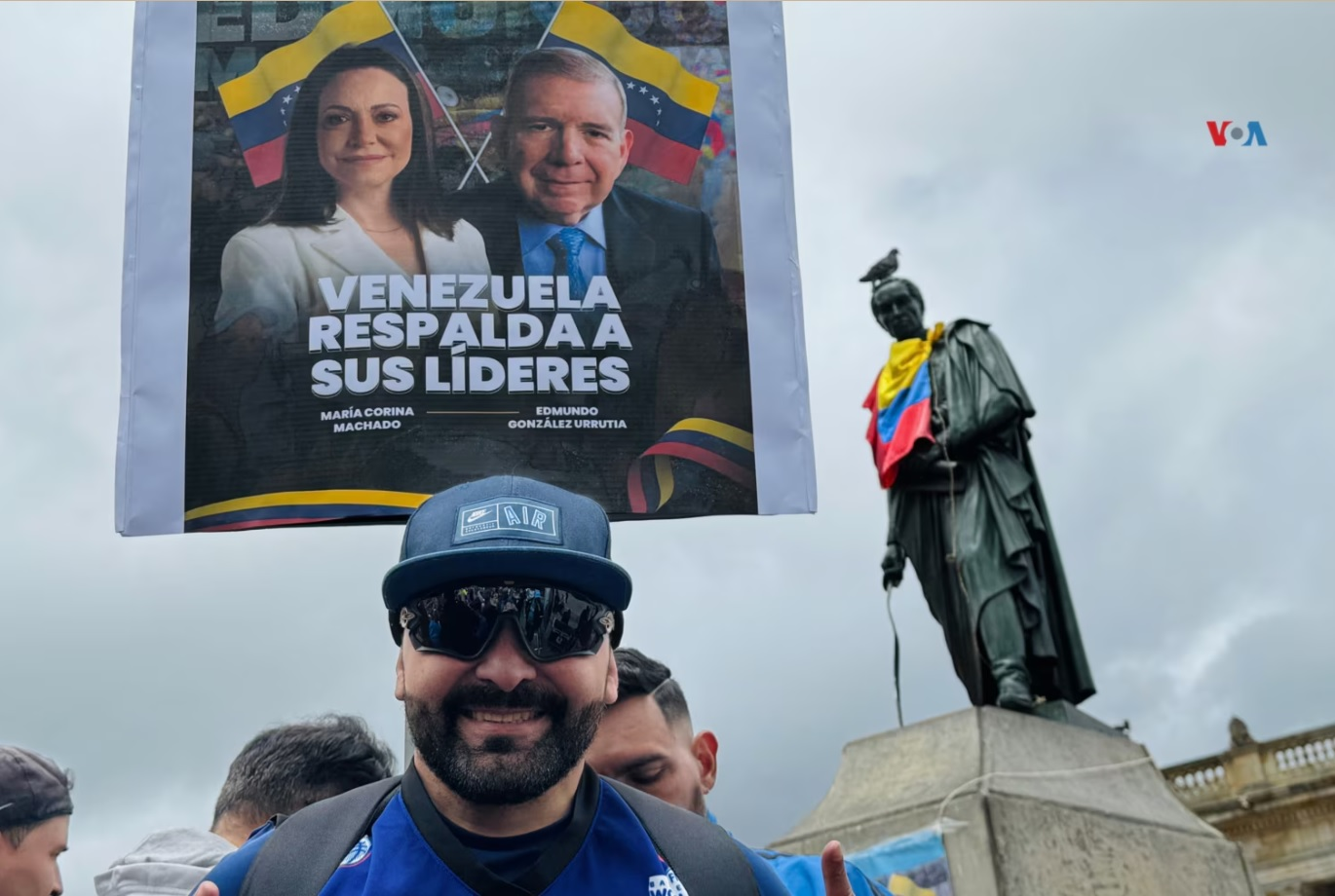
Propaganda del candidato Edmundo González, aunque González es el candidato oficial de la oposición, la figura de María Corina Machado se usa junto a él, por ser la líder de la oposición.

El 30 de junio de 2023, el diputado José Brito, involucrado en la Operación Alacrán, informó que la Contraloría General de la República le había comunicado por escrito que la precandidata María Corina Machado se encontraba inhabilitada para ejercer cargos públicos por 15 años, vinculándola con supuestos delitos del político opositor Juan Guaidó, así como de apoyar en 2019 las sanciones internacionales contra el país. La ONG Acceso a la Justicia determinó que la acusación de haber participado en el interinato era incoherente, considerando que María Corina no integró la Asamblea Nacional opositora de 2015 (siendo impedida por una inhabilitación de la Contraloría), además que nunca haber sido designada en ninguna posición del gobierno interino. La inhabilitación ha sido considerada por diversos juristas, como Allan Brewer Carías, ilegal e inconstitucional.
Organizaciones como las Naciones Unidas, la Organización de los Estados Americanos, la Unión Europea, y Human Rights Watch, además de países como Colombia, Paraguay, Uruguay, Ecuador, Estados Unidos, Reino Unido, Alemania, Chile, Canadá y Francia rechazaron la inhabilitación de María Corina. Diversos líderes políticos extranjeros han condenado la inhabilitación de Machado, como los presidentes Luis Lacalle Pou, Mario Abdo Benítez y Gustavo Petro, además del secretario de Estado de los Estados Unidos Antony Blinken y el Alto representante de la Unión Europea para Asuntos Exteriores y Política de Seguridad, Josep Borrell.
El Parlamento Europeo condenó la decisión de «arbitraria e inconstitucional» de inhabilitar a políticos de la oposición. La Comisión Interamericana de Derechos Humanos (CIDH) condenó las restricciones al derecho a la participación política, a través de las inhabilitaciones en contexto preelectoral, así como las violaciones a la libertad de asociación de los candidatos opositores y de aquellas personas que protestan para exigir derechos en Venezuela. En la cumbre del Mercosur, Alberto Fernández, presidente de Argentina y Lula da Silva, presidente de Brasil, se negaron a rechazar la inhabilitación.

### Censura
Luego de que la Plataforma Unitaria oficializara en octubre de 2022 su reglamento de las primarias, el gobierno de casualidad inició el cierre de más de sesenta emisoras de radio donde existían muchos programas de entrevistas a personajes de la política nacional, el colegio de periodistas denunció el cierre de emisoras de radio en los cuatro últimos meses en siete estados. La censura de emisoras de radio continuo hasta noviembre de 2023.  
Un informe completo de la consultora Sala 58 hizo un relevamiento de la cobertura periodística de las primarias opositoras. “No hubo entrevistas a los precandidatos ni análisis del debate”, dijo Luis Peche, coordinador del proyecto, el monitoreo, que se extendió desde el 6 de enero hasta septiembre y también hizo foco en la jornada electoral del 22 de octubre. También hay un veto prácticamente total contra María Corina Machado y no es casual, dado que es la opositora con mejor imagen. Prácticamente no tiene cobertura al aire en ninguno de los espacios”. El domingo 22 ninguno de los tres canales privados transmitió la primaria a pesar de haber movilisado más de 2.5 millones de electores, los canales trasmitieron una programación tal cual de un domingo normal, sin embargo las denuncias negativas, si las trasmitian.  “El viernes 20 de octubre hubo una denuncia del sindicato de prensa diciendo que Conatel (la Comisión Nacional de Telecomunicaciones de Venezuela) había dado una orden para que no hubiese cobertura de la primaria. Solo canales desde el extranjero pudieron trasmitir resultados a través de Internet. Esta práctica no es nueva, ya la habían aplicado el 16 de enero e 2019 al presidente interino Juan Guaidó quien denunció que la Comisión Nacional de Telecomunicaciones (Conatel) le prohibió a los medios de comunicación del país mencionar su apellido.
El 22 de septiembre el candidato Freddy Superlano, denunció que el Gobierno está empleando a organismos estatales de seguridad, como el Servicio Bolivariano de Inteligencia Nacional (Sebin), para intimidar a personas que ofrecieron sus casas como centros de votación para el proceso.
El 21 de octubre de 2023, el día antes de las primarias, el ente regulador CONATEL prohibió a varios medios de comunicación hacer cobertura de los comicios, por lo que los principales circuitos de radio de Venezuela tuvieron que suspender operativos, al igual que canales de televisión. El hecho fue denunciado por el Sindicato Nacional de Trabajadores de la Prensa (SNTP)  y el Colegio Nacional de Periodistas, estaba ejerciendo medidas de presión contra medios de todo el país para no dar cobertura a las primarias.

### Irregularidades posteriores a las elecciones
Una serie de oficialistas del gobierno han buscando anular las elecciones primarias desde junio de este año. El primero en hacer declaraciones contra el primer boletín fue Diosdado Cabello desde el programa El Mazo que conduce en las ruedas de prensa del partido de Gobierno, ha sido el principal detractor de la iniciativa electoral de quienes elegirán un candidato para enfrentar al candidato del PSUV quienes han usado todos los recursos legales o no para impedir que las Primarias fueran viables. Diosdado Cabello, quien ha insultado, se ha burlado, retado, amenazado y denigrado, provocando a la dirigencia y desestimulando a los electores. Su programa El Mazo en unos de los canales de propaganda del régimen venezolano, desde donde emite constantes mensajes generadores de odio, donde llama cobardes a los hombres y se dirige a las mujeres descalificándolas con términos denigrantes. “Ya el escrutinio está listo (…) ya ellos lo tienen, eso es un fraude”, dijo en su más reciente grito de desespero. El 20 de septiembre aseguró: “La decisión es que no hay primaria”. En tono burlesco dijo “¿Qué va a pasar el 22 de octubre? Juega Caracas y La Guaira, y voy a Los Tiburones”, el domingo 22 aseguró que «en este momento» la oposición se debate sobre cuánto es el número de participación que deben anunciar a la ciudadanía. «En el caso de que hubiera salido todo perfecto lo más que hubiera podido alcanzar era la participación de 800 mil personas», dijo Cabello, esto despertó una serie de denuncias de parte de personas afines al gobierno para acompañarlo. Dijo que la votación la van a «inflar» con «plata» y sin escrúpulos. Fue el primero en acusar a la oposición de «inflar» los números de participación, pues, dijo en su programa El Mazo de las 8:00 p. m. antes del primer boletín que en los comicios apenas participaron 600 mil personas. Según Cabello, en los centros de votación no había gente, aunque esto contradice a otros testigos y periodistas.
El 24 de octubre, luego de emitido el segundo boletín, ocurrieron una serie de denuncias. El diputado Jorge Rodríguez Gómez denunció que la oposición violó el pacto de Barbados y lo calificó de una gigantesca "estafa electoral". “Lo que pasó el domingo no es verificable, eso ni siquiera fue una elección”, dijo Rodríguez en conferencia de prensa. Es imposible esa barbaridad (la proyección de que cerca de 2,5 millones de venezolanos votaron en las internas) no hay manera de sostener eso, no hay forma de sostener ese número”; sin embargo, en las primarias de 2012 asistieron 3 millones de opositores, y en las regionales de 2021 asistieron 3.97 millones de opositores. El diputado José Brito (opositor de la Operación Alacrán) denunció de estafa las elecciones de las primarias. Brito presentó ante el Tribunal Supremo de Justicia (TSJ) un recurso contencioso para que verifiquen los procedimientos de la Comisión y la organización civil. “Si con el 60 % están dando un monto (1,5 millones), con el 100 % qué van a decir, que votaron 30 millones”, cuestionó. Asomó que los ciudadanos podrían cantar fraude al proceso, «porque los están engañando». Nelson Rampersad exmiembro del MAS criticó a la comisión de primarias, denunció que es imposible que el número de votantes en una hora realice su voto en menos de un minuto, de acuerdo al informe del segundo boletín. Aunque reconoció que en las calles hubo participación ciudadana en las primarias del domingo 22, dijo que la misma no corresponderían a los votos que se han publicado en los boletines oficiales.
El 25 de octubre El fiscal Tarek William Saab informó que iniciará una investigación contra Jesús María Casal y Mildred Camero, presidente y vicepresidenta de la Comisión Nacional de Primaria, está sustentada en las denuncias de «fraude» hechas por el diputado José Brito y el técnico Nelson Rampersad. El dirigente Luis Ratti pidió orden de aprehensión contra Jesús María Casal y todos los integrantes de CNdeP. Explicó que esa organización está “alineada al plan golpista y violento de María Corina Machado”. El día 27 de octubre la Fiscalía General cita para el día lunes 30 de octubre en calidad de investigado por presunto “fraude” al Jesús María Casal presidente de las Primarias, a la vicepresidenta Mildred Camero y a Roberto Abdul, miembro de las primarias. Además de los integrantes de la Comisión Nacional de Primaria, se han girado citaciones a los presidentes de todas las juntas regionales.
Los miembros de la Comisión Nacional de Primaria le pidieron a la ciudadanía no protestar en el día de presentación. El día 30 de octubre se presentaron ante la sede del Ministerio Público desde las 10:00 a. m. para prestar declaraciones. Casal salió a eso de las 4 p. m, mientras que Mildred Camero salió a las 8 p. m. Mientras Casal atendía la citación a la sala de la Fiscalía General en el piso 12, la Sala Electoral del Tribunal Supremo de Justicia (TSJ), mediante la sentencia 122, dejaba conocer su decisión de admitir el recurso contencioso contra la Primaria que presentó el miembro del Parlamento oficialista, José Brito, dos días después de la elección interna opositora, el 24 de octubre. También la sentencia del TSJ precisó la suspensión de todos los efectos de las distintas fases del proceso electoral conducido por la Comisión Nacional de Primaria y ordena a la instancia presidida por Casal remitir al propio TSJ «antecedentes administrativos» del proceso de la primaria: desde la convocatoria hasta las actas de escrutinio, adjudicación, proclamación y cuadernos de votación, entre otros elementos de la elección del 22 de octubre, lo que es sabido estos elementos fueron destruidos y como algo insólito la fiscalía no tiene tales pruebas para sostener la denuncia realizada.
María Corina Machado expresó que fue un error la sentencia Nro 122 de la Sala Electoral del Tribunal Supremo de Justicia, anulando las primarias, es fruto de la “desesperación”, de no haber esperado ese resultado ni nivel de participación, ante la cual salió más fortalecida tanto a nivel nacional como internacional.
La persecución política ha continuado, el Ministerio Público ha citado a cerca de 30 personas, entre directivos de la Comisión Nacional de Primaria, miembros de varias de las Juntas Regionales y uno de los asesores técnicos, a finales de octubre, el Ministerio Público también citó a los representantes de las Juntas Regionales de Primarias en los estados Anzoátegui, Lara, Mérida, Miranda, Táchira, Carabobo, Aragua, Apure y Distrito Capital. Los directivos de la Junta Regional de Primarias son citados en calidad de investigados a la sede de la Fiscalía en Caracas. Ya fueron llamadas Distrito Capital, Lara, La Guaira, buscan con preguntas sobre la operatividad y la integración de la Junta de Primarias y los recursos con los que se sustentó.
El 6 de diciembre el Ministerio Público ordena la captura de varios opositores, la mayoría de ellos miembros del equipo de María Corina Machado, a los que acusó de tener vínculos con la petrolera ExxonMobil, encargada de extraer recursos petrolíferos de Guyana. En hora de la noche se conoce la detención de Roberto Abdul, miembro de la Comisión Nacional de Primarias.
El 26 de enero de 2024 el TSJ anuncia en su cuenta de la red social X las respuestas a las solicitudes de revisión de inhabilitaciones hechas en diciembre del año pasado. El tribunal habilita a Leocenis García Osorio, Richard Mardo y Pablo Pérez Álvarez, pero ratifica la inhabilitación para Henrique Capriles y a María Corina Machado. La candidata electa en las primarias rechazó la decisión y aseguró que se mantendrá «hasta el final».

## Candidatos postulados
El 24 de junio cerró la inscripción y se registraron 14 candidatos a las primarias luego que finalizara el plazo de inscripciones.
| Partido y/o Coalición | Partido y/o Coalición | Partido y/o Coalición                                                      | Candidato | Candidato                                           | Cargos públicos | Ref.                    |
| --------------------- | --------------------- | -------------------------------------------------------------------------- | --------- | --------------------------------------------------- | --- | ----------------------- |
|                       |                       | Unidos por la Dignidad Lema: Con todos y para todos                        |           | Tamara Adrián (70 años) Abogada                     | - Diputada a la Asamblea Nacional (2016-2021)                                                                                         | [ 156 ] [ 157 ] [ 158 ] |
|                       |                       | Unidad Política Popular 89 Lema: ¡Todos por Venezuela, por Venezuela Todo! |           | César Almeida (51 años) Ingeniero informático       | - Sin cargos públicos | [ 159 ] [ 160 ]         |
|                       |                       | Progresistas Merideños Independientes                                      |           | Luis Balo Farías Médico veterinario                 | - Sin cargos públicos | [ 161 ] [ 162 ]         |
|                       |                       | Movimiento por Venezuela Lema: Venezuela necesita más                      |           | Andrés Caleca (69 años) Economista                  | - Rector del Consejo Nacional Electoral (1998-1999) - Presidente del Consejo Nacional Electoral (1999)                                | [ 163 ] [ 164 ] [ 165 ] |
|                       |                       | Vente Venezuela Lema: Hasta el final                                       |           | María Corina Machado (56 años) Ingeniera Industrial | - Diputada a la Asamblea Nacional (2011-2014)                                                                                         | [ 166 ] [ 167 ]         |
|                       |                       | Concertación Ciudadana Lema: ¡Los ciudadanos a Miraflores!                 |           | César Pérez Vivas (66 años) Abogado                 | - Diputado al Congreso Nacional (1989-1999) - Diputado a la Asamblea Nacional (2000-2006) - Gobernador del estado Táchira (2008-2012) | [ 168 ] [ 169 ] [ 170 ] |
|                       |                       | Por ti Venezuela                                                           |           | Gloria Pinho (58 años) Abogada                      | - ex Directora de Prisiones 1999 | [ 171 ] [ 161 ]         |
|                       |                       | Acción Democrática de jure Lema: ProsperidAD                               |           | Carlos Prosperi (46 años) Abogado                   | - Diputado suplente a la Asamblea Nacional (2011-2016) - Diputado a la Asamblea Nacional (2016-2021)                                  | [ 172 ] [ 173 ] [ 174 ] |
|                       |                       | Encuentro Ciudadano Lema: Unidos Somos Mejores                             |           | Delsa Solórzano (52 años) Abogada                   | - Diputada al Parlamento Latinoamericano (2011-2016) - Diputada a la Asamblea Nacional (2016-2021)                                    | [ 175 ] [ 176 ] [ 177 ] |
|                       |                       | La Causa Radical Lema: Por una Venezuela digna                             |           | Andrés Velásquez (70 años) Técnico electricista     | - Gobernador del estado Bolívar (1990-1996) - Diputado a la Asamblea Nacional (2000-2006; 2011-2016)                                  | [ 178 ] [ 179 ] [ 180 ] |

### Candidatos retirados
- Juan Pablo Guanipa (Primero Justicia): Primer vicepresidente de la Asamblea Nacional (2020-2021), Gobernador electo del Zulia (2017), diputado a la Asamblea Nacional por el estado Zulia (2016-2021), concejal del Municipio Maracaibo (2005-2013), diputado suplente a la Asamblea Nacional por el estado Zulia (2001-2006) y diputado a la Asamblea Legislativa del Estado Zulia por Maracaibo (1993-1996).[6][7][181]

- Carlos Ocariz (Primero Justicia): Alcalde del Municipio Sucre (2008-2017) y diputado a la Asamblea Nacional por el estado Miranda (2001-2006).[11][182]

- Juan Guaidó (Voluntad Popular): Presidente encargado de Venezuela (2019-2023) Presidente de la Asamblea Nacional (2019-2021), diputado a la Asamblea Nacional por Circunscripción 1 del estado Vargas (2016-2021), diputado suplente a la Asamblea Nacional por el estado Vargas (2011-2016).[183][184][185]

- Benjamín Rausseo (Independiente): candidato presidencial (2006), y candidato a Gobernador del estado Anzoátegui (2008).[186][187][188][189]

- José Hernández (Un Nuevo Tiempo): diputado suplente a la Asamblea Nacional (2016-2021).[190][190]

- Henrique Capriles (Primero Justicia): Gobernador del Estado Miranda (2008-2017), Alcalde del Municipio Baruta (2000-2008) y Presidente de la Cámara de Diputados del Congreso Nacional (1999).[191][192]
- Freddy Superlano (Voluntad Popular): Gobernador electo del estado Barinas (2021) y diputado a la Asamblea Nacional por el estado Barinas (2016-2021).[193][183]

- Roberto Enríquez (COPEI, de jure): diputado a la Asamblea Nacional por el estado Miranda (2011-2016).[194]

Candidatos retirados
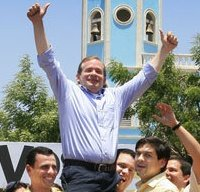
Juan Pablo Guanipa Se retiró: 1 de marzo de 2023 (apoyó a Capriles)
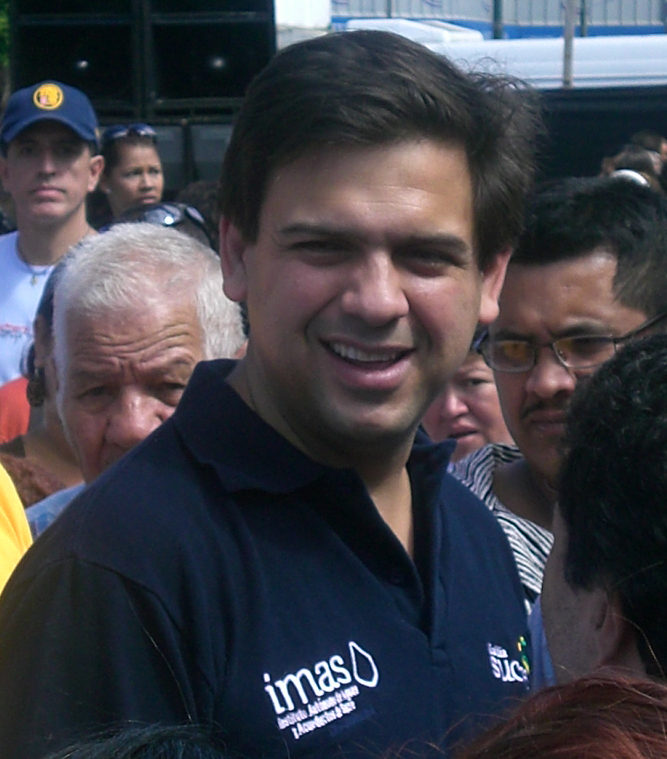
Carlos Ocariz Se retiró: 1 de marzo de 2023 (apoyó a Capriles)
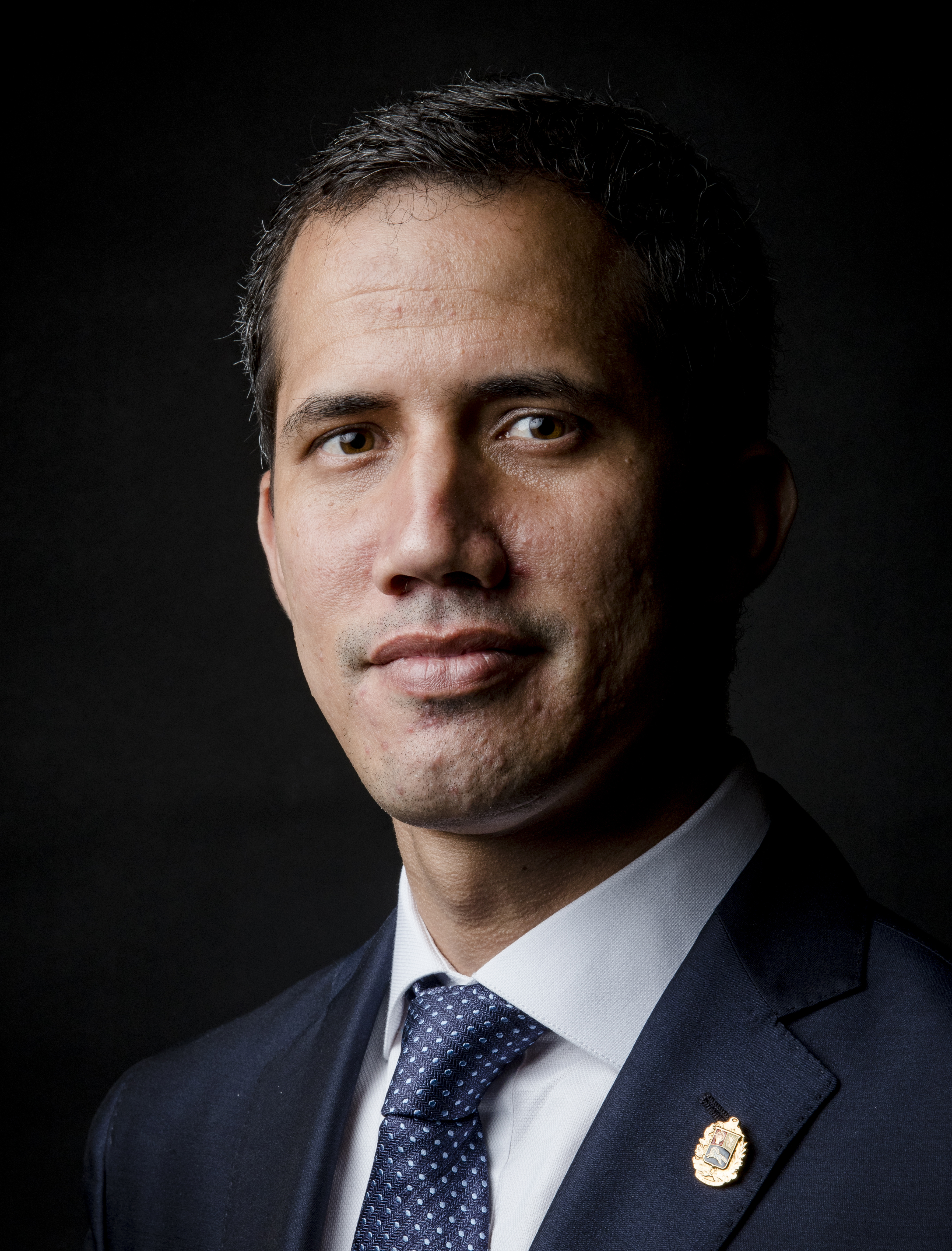
Juan Guaidó Se retiró: 5 de mayo de 2023 (exiliado, apoyó a Superlano)
José Hernández Se retiró: 24 de julio de 2023 (Retirada por petición del partido para apoyar a Capriles)
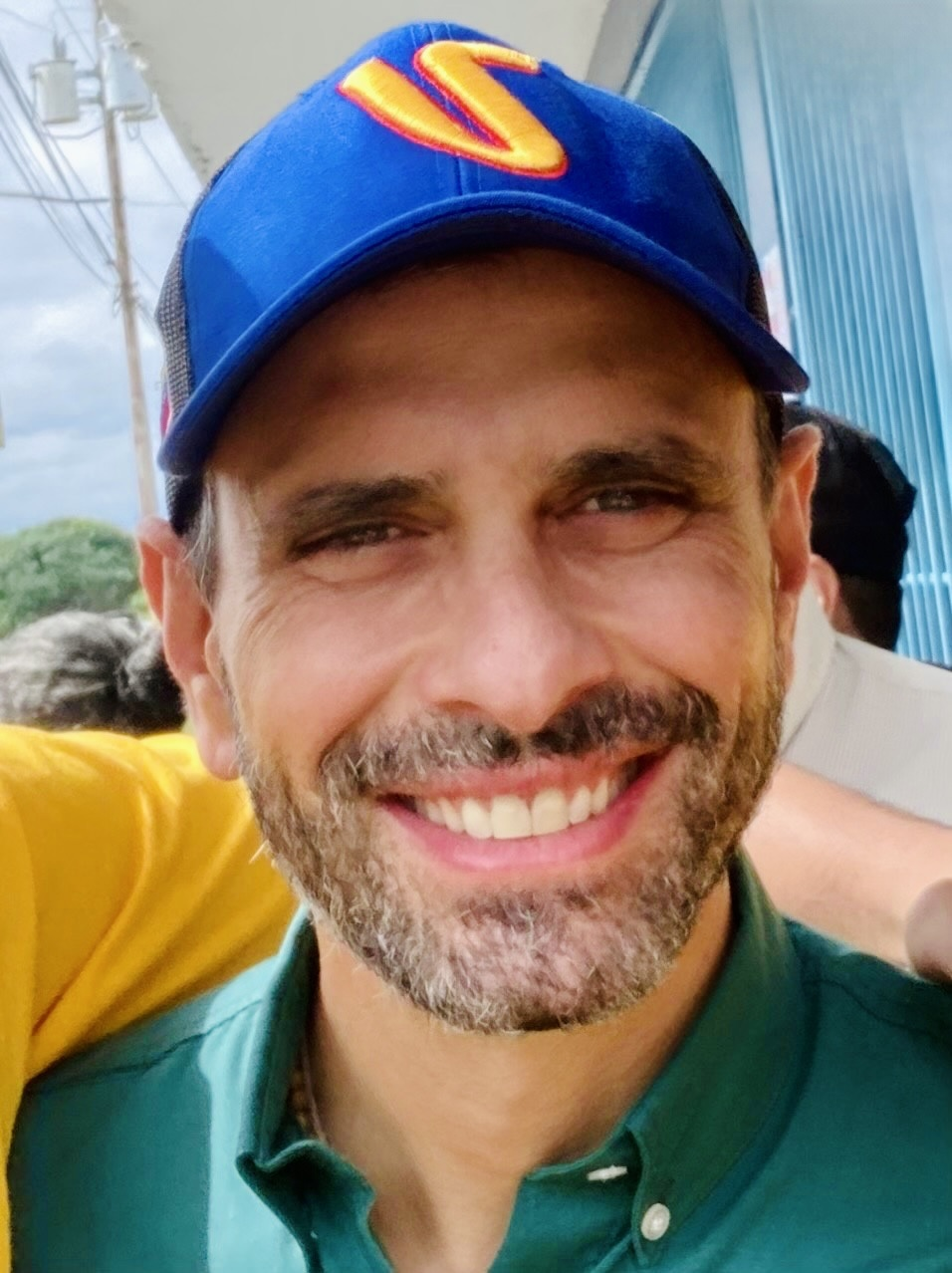
Henrique Capriles Se retiró: 8 de octubre de 2023 (Se retira alegando inhabilitación política en su contra)
Roberto Enríquez Se retiró: 13 de octubre de 2023 (Se retira alegando falta de tiempo)

### Candidatos censurados
- Luis Alejandro Ratti (Partido Acción Nacional PAN) empresario de Aragua, no fue aceptada por haber estado relacionado con el gobierno.[195]
- José Brito (expulsado de Primero Venezuela) Diputado a la Asamblea Nacional implicados en presuntos hechos de corrupción en 2019, sancionado en enero de 2020 por el Departamento del Tesoro de Estados Unidos.[196]

### Rechazaron ser candidatos
- Henri Falcón (Futuro), Gobernador del estado Lara (2008-2017), Alcalde del Municipio Iribarren (2000-2008) y Constituyente (1999).[197][198][199]
- Manuel Rosales (Un Nuevo Tiempo): Gobernador del estado Zulia (2000-2008; desde 2021), Alcalde del Municipio Maracaibo (1995-2000; 2008-2009), Diputado a la Asamblea Legislativa del estado Zulia (1986-1995) y Concejal del Municipio Colón (1979-1982).[197][200][201][202]
- Elías Sayegh (Fuerza Vecinal), alcalde del Municipio El Hatillo (desde 2017).[203][204]

Rechazaron ser candidatos
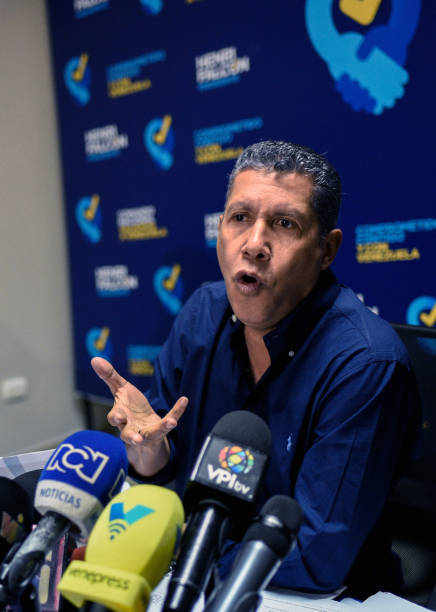
Henri FalcónApoyó a Prosperi (15/09/2023)
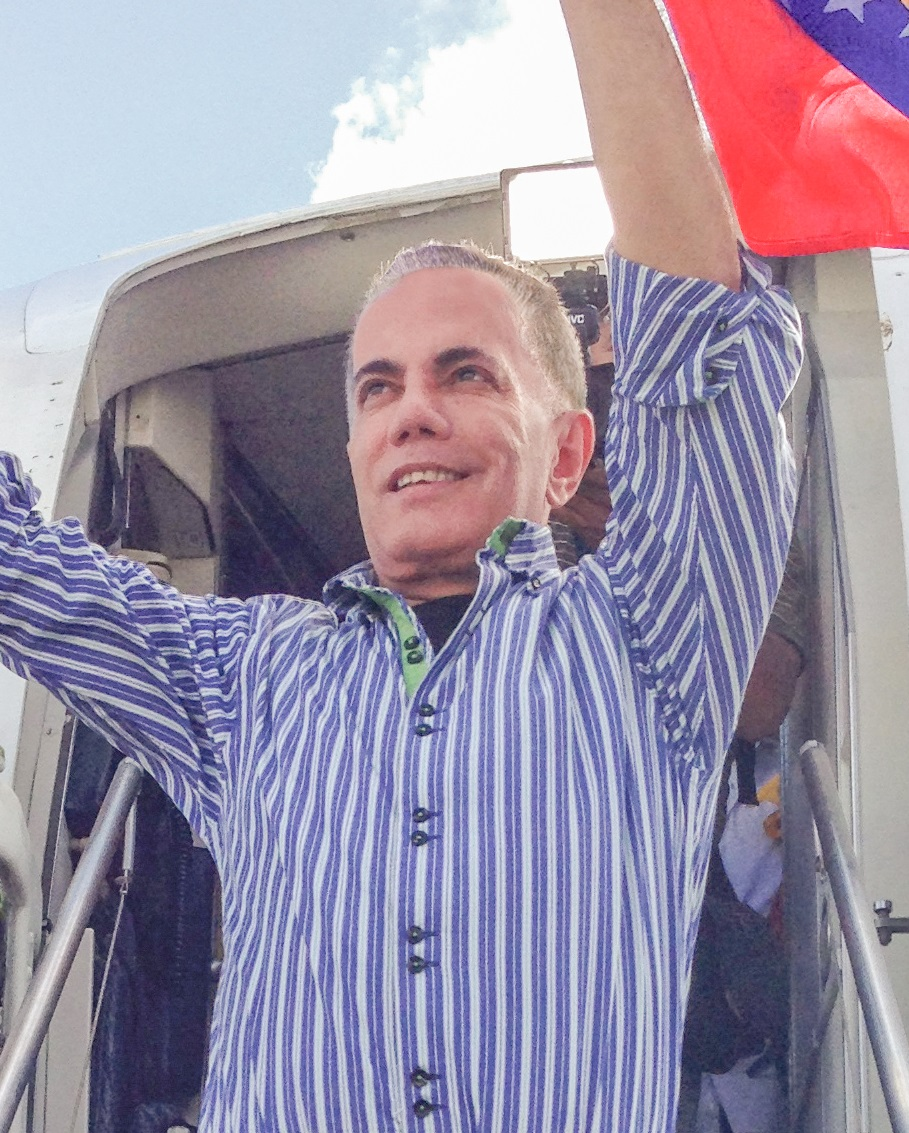
Manuel RosalesApoyó a Capriles. (28/08/2023)
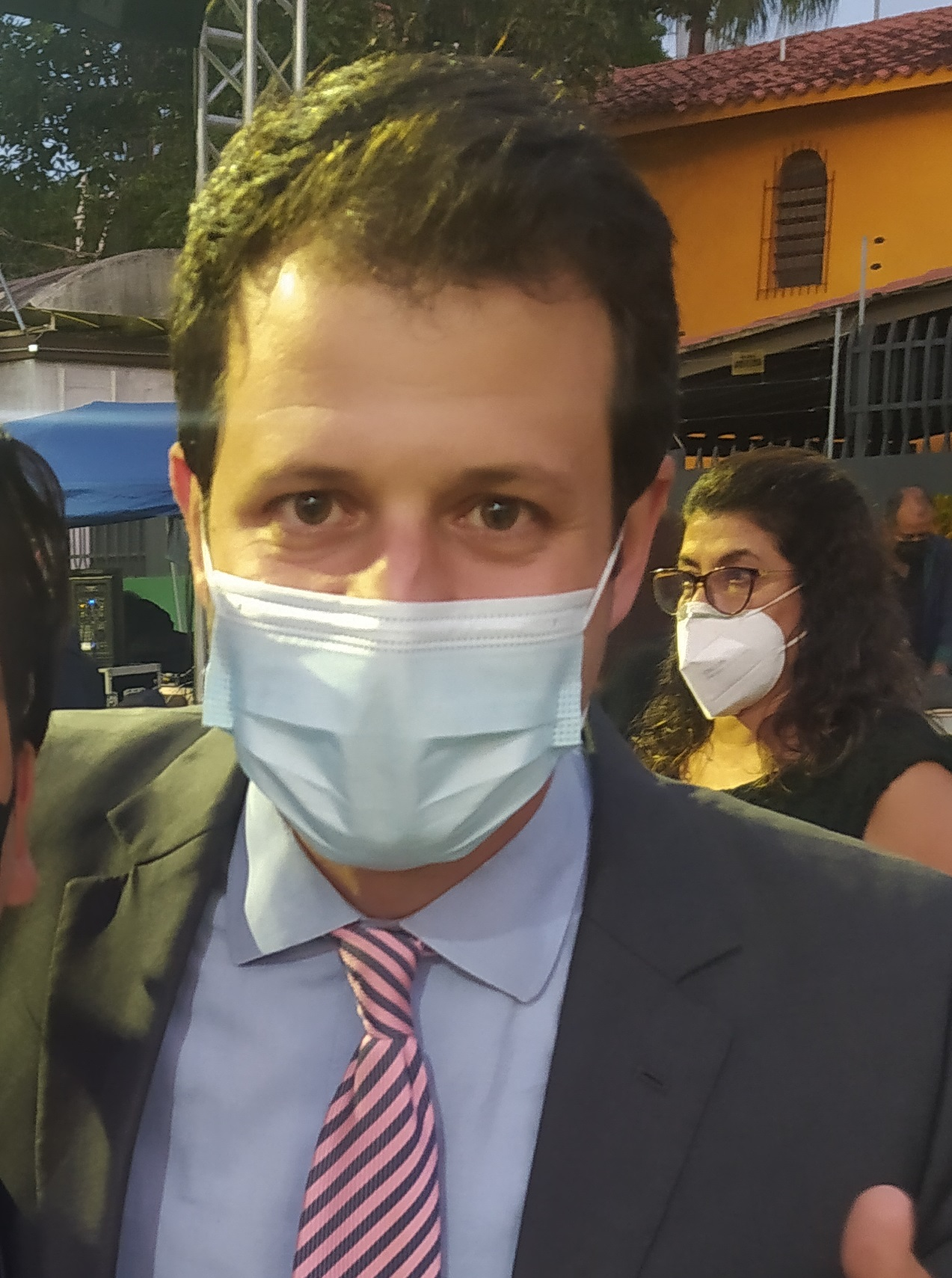
Elías Sayegh Descartó ser candidato (09/10/2023)

### Apoyo de organizaciones políticas

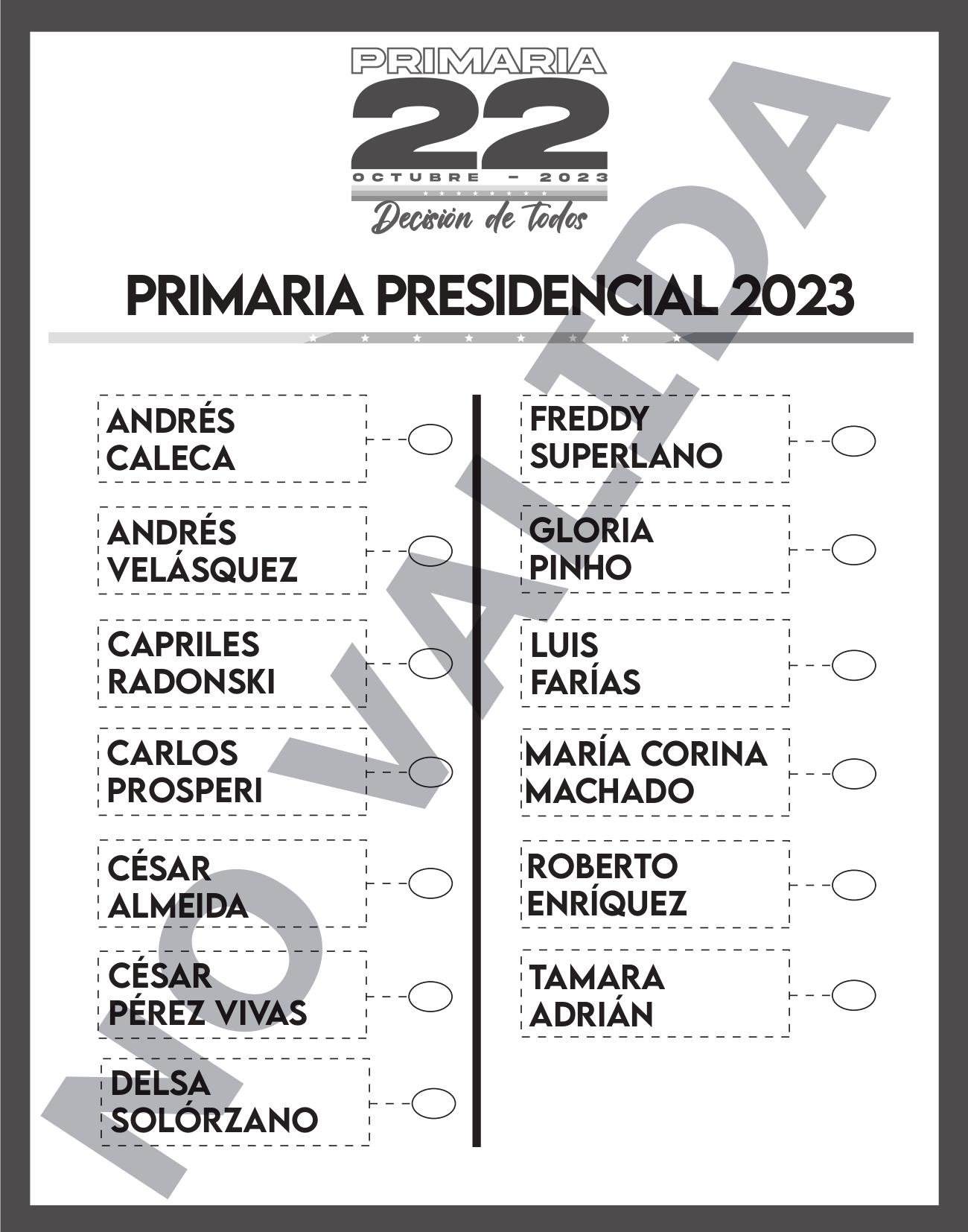
Boletín electoral de las elecciones primarias

| Candidato            | Partidos         | Partidos                              | Ref     |
| -------------------- | ---------------- | ------------------------------------- | ------- |
| Tamara Adrián        |                  | Unidos por la Dignidad                | [ 205 ] |
| César Almeida        |                  | Unidad Política Popular 89            | [ 206 ] |
| Luis Balo Farías     |                  | Progresistas Merideños Independientes | [ 207 ] |
| Andrés Caleca        |                  | Movimiento por Venezuela              | [ 208 ] |
| María Corina Machado |                  | Vente Venezuela                       |         |
| María Corina Machado |                  | Alianza Bravo Pueblo                  | [ 209 ] |
| María Corina Machado |                  | Convergencia                          | [ 210 ] |
| María Corina Machado | Voluntad Popular |                                       |         |
| María Corina Machado |                  | Gente Emergente                       | [ 211 ] |
| María Corina Machado |                  | Organización Fuerza en Movimiento     | [ 212 ] |
| María Corina Machado |                  | Generación Independiente              | [ 213 ] |
| María Corina Machado |                  | Alianza Social Independiente de Sucre | [ 214 ] |
| María Corina Machado |                  | Carabobo Militancia Nacional          | [ 215 ] |
| César Pérez Vivas    |                  | Concertación Ciudadana                | [ 216 ] |
| Gloria Pinho         |                  | Por Ti Venezuela                      | [ 217 ] |
| Carlos Prosperi      |                  | Acción Democrática                    |         |
| Carlos Prosperi      |                  | Movimiento Futuro                     | [ 218 ] |
| Carlos Prosperi      |                  | Movimiento Ecológico de Venezuela     | [ 219 ] |
| Delsa Solórzano      |                  | Encuentro Ciudadano                   |         |
| Andrés Velásquez     |                  | La Causa Radical                      |         |

## Encuestas
En septiembre de 2023, una encuesta de Frequency 58 concluyó que votantes temían que el gobierno fuese a impedir las elecciones primarias.
De acuerdo con encuestas realizadas por Delphos en octubre de 2023, las primarias levantaron la motivación de los venezolanos, con un 67 % de la población que apoya la idea de votar en las primarias, comparado a un 46 % en noviembre de 2022.
| Encuestadora                                                                                              | Fecha    | Muestra | María Corina Machado Vente | Henrique Capriles PJ | Carlos Prosperi AD | Freddy Superlano VP | Delsa Solórzano EC | César P.Vivas CC | Roberto Enríquez Copei | Andrés Velázquez LCR | Manuel Rosales UNT | Benjamín Rauseo Ind. | Juan Guaidó VP | J. Pablo Guanipa PJ | Carlos Ocariz PJ | Henri Falcón FUTURO | OTROS  | NS/NR  | N/NV    |       |        |       |
| --- | -------- | ------- | -------------------------- | -------------------- | ------------------ | ------------------- | ------------------ | ---------------- | ---------------------- | -------------------- | ------------------ | -------------------- | -------------- | ------------------- | ---------------- | ------------------- | ------ | ------ | ------- | ----- | ------ | ----- |
| Encuestadora                                                                                              | Fecha    | Muestra | ORC Consultores            | 08/11/22             | 1109               | 24,6 %              | 15,0 %             | 3,7 %            | -                      | 1,2 %                | -                  | -                    | -              | 7,9 %               | -                | 8,8 %               | -      | -      | -       | 1,2 % | 23,8 % | 3,6 % |
| Cyber Data                                                                                                | 28/01/23 | 1000    | 12 %                       | 8 %                  | 3 %                | -                   | 4 %                | 6 %              | -                      | 1 %                  | 13 %               | -                    | 10 %           | -                   | -                | -                   | -      | 10 %   | 27 %    |       |        |       |
| Datincorp                                                                                                 | 05/02/23 | 677     | 24,96 %                    | 11,96 %              | -                  | -                   | -                  | -                | -                      | -                    | 15,51 %            | 16,54 %              | 3,25 %         | 2,81 %              | -                | 2,07 %              | 2,95 % | 3,84 % | 12,26 % |       |        |       |
| More Consulting                                                                                           | 07/02/23 | -       | 36,8 %                     | 9,2 %                | 1,6 %              | -                   | -                  | -                | -                      | 1 %                  | 11,4 %             | 13 %                 | 8,6 %          | 2,5 %               | -                | 4,1 %               | 4,4 %  | 2,3 %  | 5,1 %   |       |        |       |
| Polianalitica                                                                                             | 10/02/23 | 1200    | 14 %                       | 9 %                  | 3 %                | -                   | -                  | 0,5 %            | -                      | -                    | 12 %               | 11 %                 | 7 %            | 3 %                 | -                | -                   | 2 %    | 4 %    | 20 %    |       |        |       |
| Meganálisis                                                                                               | 16/02/23 | 1023    | 16,7 %                     | 1,4 %                | -                  | -                   | -                  | -                | -                      | -                    | 9,7 %              | 7,1 %                | 5,2 %          | 2,3 %               | 2,4 %            | 0,9 %               | 0,6 %  | 20,9 % | 32,8 %  |       |        |       |
| ORC Consultores                                                                                           | 17/02/23 | 1162    | 29,3 %                     | 7,4 %                | 0,3 %              | -                   | -                  | -                | -                      | -                    | 7,7 %              | 25,3 %               | 3,2 %          | -                   | 2,0 %            | -                   | 0,6 %  | 23,6 % | 0,5 %   |       |        |       |
| Juan Pablo Guanipa y Carlos Ocariz retiran su candidatura el 1 de marzo del 2023, apoyo a Capriles        |          |         |                            |                      |                    |                     |                    |                  |                        |                      |                    |                      |                |                     |                  |                     |        |        |         |       |        |       |
| Consultores 21                                                                                            | 09/03/23 | 1500    | 19,8 %                     | 24,8 %               | 1,7 %              | -                   | 2,6 %              | 1,4 %            | -                      | -                    | 11,6 %             | 14,8 %               | 7,1 %          | 3,8 %               | 4,6 %            | -                   | 2,1 %  | 2,8 %  | 2,5 %   |       |        |       |
| ORC Consultores                                                                                           | 24/03/23 | 1105    | 40,0 %                     | 12,7 %               | 3,3 %              | -                   | 0,6 %              | -                | -                      | 0,6 %                | 8,0 %              | 23,3 %               | 5,2 %          | -                   | 2,0 %            | -                   | 1.4 %  | 4,1 %  | 0.8 %   |       |        |       |
| Meganalisis                                                                                               | 28/03/23 | 1013    | 20,5 %                     | 5,5 %                | 0,1 %              | -                   | 0,2 %              | -                | -                      | -                    | 9,1 %              | 6,3 %                | 4,9 %          | -                   | -                | 0,8 %               | 0,2 %  | 21,6 % | 30,4 %  |       |        |       |
| Meganalisis                                                                                               | 27/04/23 | -       | 22,1 %                     | 5,7 %                | 0,2 %              | -                   | 0,6 %              | -                | -                      | -                    | 9,8 %              | 5,9 %                | 4,1 %          | -                   | -                | 1,1 %               | 0,8 %  | 20,7 % | 28,7 %  |       |        |       |
| Voluntad Popular oficializa cambio de candidato el 5 de mayo del 2023, retiro de Guaidó y entra Superlano |          |         |                            |                      |                    |                     |                    |                  |                        |                      |                    |                      |                |                     |                  |                     |        |        |         |       |        |       |
| Meganalisis                                                                                               | 31/05/23 | 1029    | 24,2 %                     | 6,1 %                | 1,1 %              | -                   | 1,5 %              | -                | -                      | -                    | 10,1 %             | 5,1 %                | 1,9 %          | -                   | -                | -                   | 0,7 %  | 21 %   | 25,7 %  |       |        |       |
| Hinterlaces                                                                                               | 8/6/23   | 1200    | 49 %                       | 8 %                  | -                  | -                   | -                  | -                | -                      | -                    | 9 %                | 25 %                 | -              | -                   | -                | -                   | -      | 1 %    | 8 %     |       |        |       |
| Poder y Estrategia                                                                                        | 12/6/23  | 800     | 57 %                       | 7 %                  | 2 %                | 5 %                 | -                  | -                | -                      | -                    | 10 %               | 19 %                 | -              | -                   | -                | -                   | -      | -      | -       |       |        |       |
| Cyber Data                                                                                                | 20/6/23  | 1127    | 15,4 %                     | 11,7 %               | 4,5 %              | 8,2 %               | 3,7 %              | 8,7 %            | -                      | -                    | 11,2 %             | 7,4 %                | -              | -                   | -                | -                   | -      | 1 %    | 28 %    |       |        |       |
| Benjamín Rausseo anuncia que se retira de la contienda electoral el 22 de junio del 2023.                 |          |         |                            |                      |                    |                     |                    |                  |                        |                      |                    |                      |                |                     |                  |                     |        |        |         |       |        |       |
| Delphos-UCAB                                                                                              | 26/06/23 | 1200    | 38,8 %                     | 7,6 %                | -                  | -                   | -                  | -                | -                      | -                    | 7,8 %              | -                    | -              | -                   | -                | -                   | 18,7 % | 24,4 % | 3,1 %   |       |        |       |
| Meganalisis                                                                                               | 30/06/23 | 1011    | 35,1 %                     | 7,3 %                | 3,1 %              | 1,9 %               | 4,7 %              | 3,5 %            | 2,1 %                  | 4,2 %                | -                  | -                    | -              | -                   | -                | -                   | 1,6 %  | 16,6 % | 19,9 %  |       |        |       |
| Meganalisis                                                                                               | 31/07/23 | 1013    | 43,2 %                     | 5,8 %                | 2,1 %              | 1,2 %               | 5,7 %              | 2,8 %            | 1,3 %                  | 3,1 %                | -                  | -                    | -              | -                   | -                | -                   | 0,9 %  | 16,1 % | 17,8 %  |       |        |       |
| DatápolisVE                                                                                               | 15/08/23 | 1202    | 31 %                       | 7,5 %                | 4 %                | 3,5 %               | 3,5 %              | -                | 3 %                    | 2 %                  | -                  | -                    | -              | -                   | -                | -                   | 2 %    | 28 %   | 15 %    |       |        |       |
| Consultores Andratecnica                                                                                  | 16/08/23 | 1110    | 20,3 %                     | 17,2 %               | 10,8 %             | 6,2 %               | 5,2 %              | 16,6 %           | -                      | 4,1 %                | -                  | -                    | -              | -                   | -                | -                   | -      | 19,4 % | -       |       |        |       |
| Un Nuevo Tiempo oficializa el apoyo a la candidatura de Henrique Capriles el 29 de agosto del 2023.       |          |         |                            |                      |                    |                     |                    |                  |                        |                      |                    |                      |                |                     |                  |                     |        |        |         |       |        |       |
| Meganálisis                                                                                               | 31/08/23 | 1071    | 45,1 %                     | 7,2 %                | 4,6 %              | 0,9 %               | 4,1 %              | 2,2 %            | 1,1 %                  | 2,5 %                | -                  | -                    | -              | -                   | -                | -                   | 0,5 %  | 14,9 % | 16,9 %  |       |        |       |
| Meganálisis                                                                                               | 31/08/23 | 1071    | 66,13 %                    | 10,56 %              | 6,74 %             | 1,32 %              | 6,01 %             | 3,23 %           | 1,61 %                 | 3,67 %               | -                  | -                    | -              | -                   | -                | -                   | 0,73 % | -      | -       |       |        |       |
| Henrique Capriles anuncia su retiro de las primarias el 8 de octubre del 2023                             |          |         |                            |                      |                    |                     |                    |                  |                        |                      |                    |                      |                |                     |                  |                     |        |        |         |       |        |       |
| Freddy Superlano declina su candidatura a las primaria el 12 de octubre del 2023, apoyo a María Corina.   |          |         |                            |                      |                    |                     |                    |                  |                        |                      |                    |                      |                |                     |                  |                     |        |        |         |       |        |       |
| Roberto Enríquez anuncia su renuncia a la candidatura de las primarias el 12 de octubre del 2023.         |          |         |                            |                      |                    |                     |                    |                  |                        |                      |                    |                      |                |                     |                  |                     |        |        |         |       |        |       |

## Proceso
En la madrugada del 22 de octubre el candidato de Acción Democrática, Carlos Prosperi, hostigó al periodista Eugenio Martínez, llamándolo «mitómano», luego de que Martínez cuestionara acusaciones sobre el proceso de designación de miembros de mesa. Las elecciones iniciaron a las 07:00 a. m.
El presidente de la Comisión Nacional de Primaria (CP), Jesús María Casal, ofreció el primer balance de las primarias alrededor de las 9:15 a. m., declarando que para esa hora se había instalado más del 70 % de las mesas electorales y que para entonces no se habían registrado incidentes.
En la mañana, en el barrio El Guarataro del oeste de Caracas, colectivos impidieron la instalación del centro de votación en la zona. La organización no gubernamental Voto Joven denunció que los grupos robaron el material de una mesa de votación y que se registró violencia con un arma de fuego. Los vecinos del barrio instalaron el centro de votación después del amedrentamiento. En la Plaza La Estrella, en Caracas, se pospuse el inicio de la votación debido a la quema intencional de basura centro del punto de votación. Monjas del Patronato San José de Tarbes denunciaron que los electores que intentaron participar fueron amenazados por colectivos, y que el centro debió ser trasladado de ubicación. También en la mañana, civiles armados entraron en el punto de votación La Cañada, en la parroquia San Juan, le apuntaron al coordinador del centro electoral y se llevaron una mesa durante el comienzo del proceso, efectuando varios disparos.
En la parroquia Santa Rosalía, motorizados lanzaron una bomba lacrimógena en las inmediaciones del centro de votación. El punto se mantuvo abierto y los votantes continuaron con el proceso. En la tarde, dos hombres efectuaron disparos al aire en el punto de votación en Las Acacias, Caracas. Los votantes se dispersaron temporalmente antes de regresar al centro electoral nuevamente.

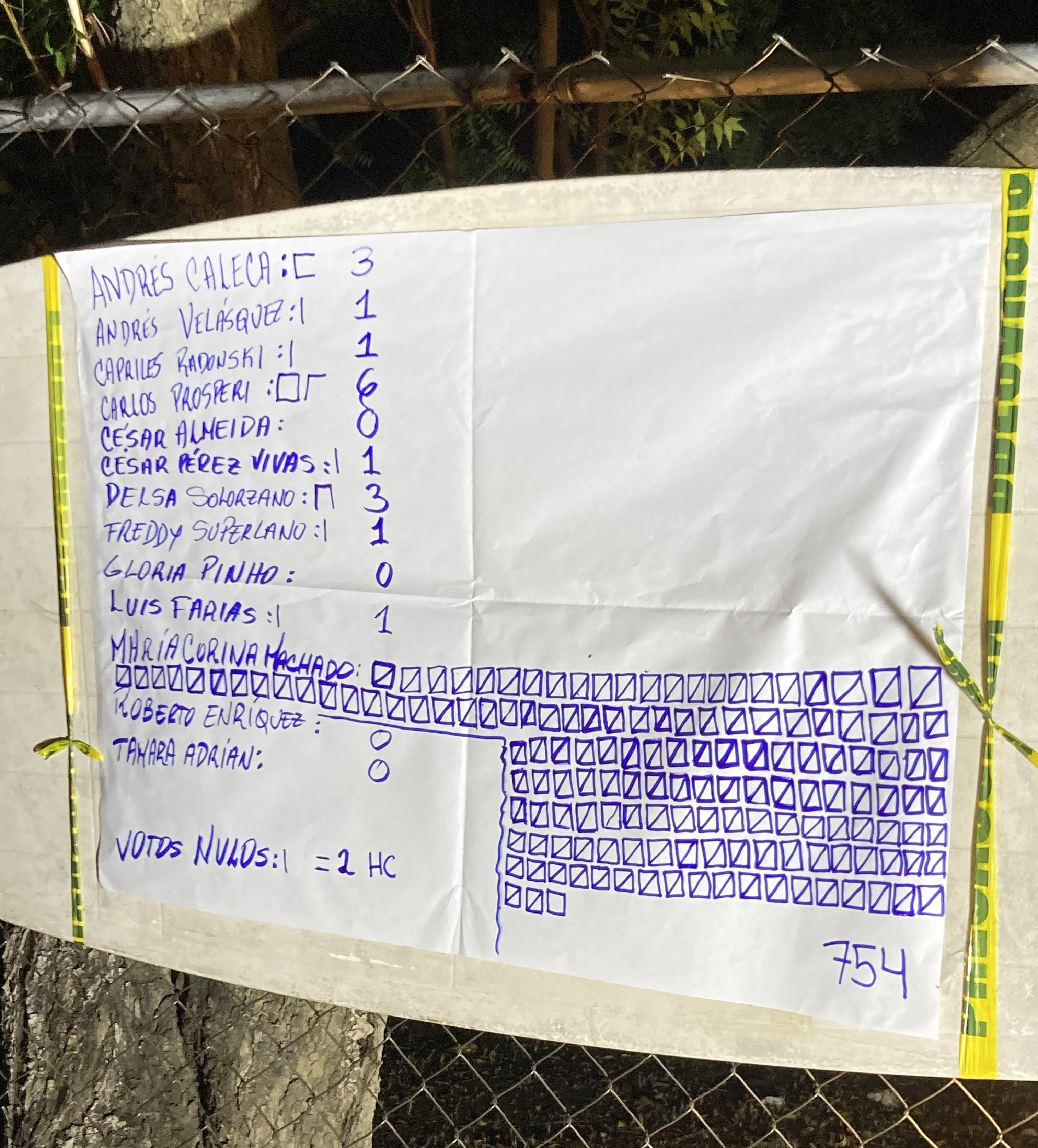
El escrutinio de las primarias fue público. En la imagen se muestra una pizarra de votación con los resultados del escrutinio en dicha mesa de votación, en un centro electoral en Carabobo.

La vicepresidenta de la Junta Regional del estado Monagas, Dexcy Moya, denunció que colectivos vociferaron improperios y amenazas en varios centros de votación en Maturín.
Desde su centro de votación, Prosperi volvió criticó la organización de las elecciones primarias, declarando que en algunos centros electorales no había distribución de material electoral. Prosperi fue abucheado por los votantes presentes. Posteriormente se filtró un video en redes sociales donde Prosperi desconoce anticipadamente los resultados de las primarias, antes de que fuesen anunciados. Su partido Acción Democrática rechazó las declaraciones, diciendo que «no representa la posición del partido» y estar «firme con la unidad».
En Catia, Caracas, chavistas colocaron música oficialista a alto volumen durante las elecciones. Los electores continuaron el proceso con normalidad.
Durante las primarias se registró una alta participación en zonas tradicionalmente oficialistas del estado Carabobo. En zonas de bajos ingresos de Caracas ocurrió lo mismo, incluyendo Antímano, La Vega, El Valle y San Martín; en el caso del último, incluso a pesar de amenazas de colectivos. María Corina Machado votó en los comicios con dos de sus hijos. Henrique Capriles, Manuel Rosales y el periodista Roland Carreño, recién liberado de prisión, también votaron. En su centro de votación, Jesús María Casal fue recibido con la consigna de "sí se puede". María Corina después declararía que «Hemos superado las expectativas de las primarias».
A las 10:30pm, Jesús María Casal explicó que habría un retraso en la emisión del primer boletín de la comisión. La Comisión Nacional de Primarias explicó que se debió a una interrupción en sistema de transmisión en la totalización de votos.
Desde Miami, Orlando, Nueva York y Houston reportaron récord de participación en las primarias, La candidata de Vente Venezuela resultó electa por una abrumadora mayoría de votos: 95.4%. De los 11.971 votos válidos de la jornada del domingo 22 realizada en el Miami Dade College, 11.425 fueron para María Corina Machado. En Nueva york estaban habilitadas 7.150 personas para votar, donde apenas 24% de los inscritos participaron en este proceso, de los 1.737 electores que participaron en el centro habilitado en la ciudad de Nueva York para la primaria, exactamente 1.687 favorecieron a la líder del partido Vente, lo que representó 97,12%. En Orlando el porcentaje de participación fue de 50.23% para un total de 5.287 votos sobre 10.525 inscritos.

## Resultados
La Comisión Nacional de Primaria anunció que la transmisión de los resultados de las primarias se retrasaría por un ciberataque al servidores de la Comisión. En el primer balance electoral, la Comisión anunció a las 10:00 p. m. los resultados del 26.06 % unas 1338/5134 de actas contabilizadas en el país, donde la candidata María Corina Machado recibió 552 430 de los votos, un 93,13 % de los mismos.
En un segundo informe con un resultado de 64.88 % con 3331/5134 actas escrutados y un parcial de 1 591 594 votos, Machado continua un primer lugar con 1 473 105 votos, le sigue Carlos Prosperi con 70 819 en tercer puesto Delsa Solórzano con 10 540 votos, le sigue Andrés Caleca con 8559 votos.
La Comisión Nacional de Primarias emite el 25 de octubre el tercer Boletín y último con el 91.31 % de 4688/5134 del total de actas en el país, donde María Corina Machado logra 2 253 825 de votos que representa el 92.65 % de los votos totales. En el exterior se obtiene el 92.65 % de 744/803 actas escrutadas.
El 26 de octubre la Comisión Nacional de Primarias proclama como ganadora a María Corina Machado representante de la oposición, «Asumo ante los venezolanos este reto. Convocó a todos los venezolanos a unirse para el futuro del país y de América Latina«, expresó Machado.
| Candidato                       | Candidato                       | Partido                               | Votos     | %       |
| ------------------------------- | ------------------------------- | ------------------------------------- | --------- | ------- |
|                                 | María Corina Machado            | Vente Venezuela                       | 2 253 825 | 92,35 % |
|                                 | Carlos Prosperi                 | Acción Democrática                    | 112 523   | 4,61 %  |
|                                 | Delsa Solórzano                 | Encuentro Ciudadano                   | 15 340    | 0,63 %  |
|                                 | Andrés Caleca                   | Movimiento por Venezuela              | 12 837    | 0,53 %  |
|                                 | César Pérez Vivas               | Concertación Ciudadana                | 8 181     | 0,34 %  |
|                                 | Andrés Velásquez                | La Causa Radical                      | 5 047     | 0,21 %  |
|                                 | Luis Balo Farías                | Progresistas Merideños Independientes | 3 384     | 0,14 %  |
|                                 | Gloria Pinho                    | Por ti Venezuela                      | 2 876     | 0,12 %  |
|                                 | Tamara Adrián                   | Unidos por la Dignidad                | 1 826     | 0,07 %  |
|                                 | César Almeida                   | Unidad Política Popular 89            | 1 370     | 0,05 %  |
| Votos nulos                     | Votos nulos                     | Votos nulos                           | 23 206    | 0,95 %  |
| Total de votos/actas escrutadas | Total de votos/actas escrutadas | Total de votos/actas escrutadas       | 2 440 415 | 100 %   |

| Actas por región     | Actas totales | Porcentaje parciales | Actas escrutadas | Porcentaje por región |
| -------------------- | ------------- | -------------------- | ---------------- | --------------------- |
| Actas en Venezuela   | 5 134         | 86.47 %              | 4 688            | 91.31 %               |
| Actas en el exterior | 803           | 13.52 %              | 744              | 92.65 %               |
| Total actas          | 5 937         | 100 %                | 5 432            | 91.49 %               |

| Votos por región     | Votos parciales |
| -------------------- | --------------- |
| Votos en Venezuela   | 2 307 635       |
| Votos en el exterior | 132 780         |
| Total votos (91,31%) | 2 440 415       |